# Liste de peintures italiennes du Rijksmuseum
Cette liste comprend un choix de  peintures italiennes conservées au Rijksmuseum Amsterdam.
Critères de choixDisponibilité des informations existantes sur Wikidata et des images sur Commons, ensemble vérifié  sur le site du musée (colonne inventaire).

## Duecento, Trecento, Quattrocento(XIIIe, XIVeet XVesiècles italiens)
Références :
- The Florentine paintings in Holland, 1300-1500, de Hendrik Willem van Os et Marian Prakken (Amsterdam, 1974).
- Sienese paintings in Holland, catalogue de Horst Gerson et H. W. van Os (trad. Gary Schwartz, Groningen, 1969).

| Image | Article                                                                     | Attribution                                   | Date      | N° d'inventaire |
| ----- | --------------------------------------------------------------------------- | --------------------------------------------- | --------- | --------------- |
|       | Crucifixion                                                                 | anonyme Grifo di Tancredi ou Corso di Buono   | 1250      | SK-A-4461       |
|       | Déposition de la Croix                                                      | anonyme Grifo di Tancredi ou Corso di Buono   | 1290      | SK-A-3392       |
|       | Mise au tombeau                                                             | anonyme                                       | 1290      | SK-A-3393       |
|       | Triptyque de la Vierge à l'Enfant avec les saints Marie-Madeleine et Ansano | Andrea Orcagna                                | 1350      | SK-C-1608       |
|       | Vierge d'humilité                                                           | Bartolomeo Bulgarini                          | 1353      | SK-A-4002       |
|       | Crucifixion                                                                 | Giovanni da Milano                            | 1360      | SK-A-4000       |
|       | La Flagellation du Christ                                                   | Luca di Tommè                                 | 1365      | SK-A-4003       |
|       | Le Calvaire                                                                 | Niccolò di Pietro Gerini                      | 1390      | SK-A-3401       |
|       | Vierge d'humilité                                                           | Taddeo Gaddi                                  | 1390      | SK-A-3431       |
|       | Vierge annoncée                                                             | Lorenzo di Niccolò Gerini                     | 1392-1412 | SK-A-4007       |
|       | Deux Évangélistes (pendant)                                                 | Gherardo Starnina                             | 1407      | SK-A-3979       |
|       | Deux Évangélistes (pendant)                                                 | Gherardo Starnina                             | 1407      | SK-A-3980       |
|       | Saint Jérôme à son étude                                                    | Lorenzo Monaco                                | 1420      | SK-A-3976       |
|       | Vierge Marie                                                                | Lorenzo Monaco                                | 1381-1425 | SK-A-4004       |
|       | Saint François recevant les stigmates                                       | Lorenzo Monaco                                | 1420      | SK-A-4006       |
|       | Vierge à l'Enfant                                                           | Pseudo-Ambrogio di Baldese                    | 1420-1425 | SK-A-2589       |
|       | Martyre de saint Laurent, avec deux nonnes bénédictines                     | Jacobello del Fiore                           | 1425      | SK-A-4001       |
|       | Vierge d'humilité                                                           | Giovanni da Francia                           | 1429-1439 | SK-A-3432       |
|       | Vierge d'humilité                                                           | Fra Angelico                                  | 1440      | SK-A-3011       |
|       | Crucifixion                                                                 | Giovanni di Paolo                             | 1447      | SK-C-1596       |
|       | Le Voile de sainte Véronique                                                | anonyme (entourage de Carlo Crivelli)         | 1450      | SK-A-3994       |
|       | Portrait de femme                                                           | Giovanni Bellini                              | 1450-1470 | SK-A-3993       |
|       | Saint Dominique                                                             | Maître de l'Épiphanie de Fiesole              | 1450-1499 | SK-A-3420       |
|       | Le Bureau de l'impôt tavoletta di Biccherna                                 | Anonyme                                       | 1451-1452 | SK-A-3429       |
|       | Saint Nicolas sauvant un pendu                                              | Zanobi Machiavelli                            | 1470      | SK-A-3442       |
|       | Saint Cosme (ou saint Damien)                                               | Bartolomeo Vivarini                           | 1460-1480 | SK-A-4235       |
|       | Saint Damien (ou saint Cosme)                                               | Bartolomeo Vivarini                           | 1460-1480 | SK-A-4012       |
|       | Vierge à l'Enfant                                                           | Giovanni Bellini                              | 1465-1470 | SK-A-3287       |
|       | Vierge à l'Enfant                                                           | Giovanni Bellini                              | 1470-1480 | SK-A-3379       |
|       | Sainte Marie-Madeleine                                                      | Carlo Crivelli                                | 1476-1487 | SK-A-3989       |
|       | Portrait d'une jeune femme tourné vers la gauche                            | Vincenzo Foppa ou Giovanni Ambrogio de Predis | 1480-1499 | SK-A-3008       |
|       | Double portrait de Giuliano da Sangallo et de Francesco Giamberti           | Piero di Cosimo                               | 1482-1485 | SK-C-1367       |
|       | Saint Louis de France pendant de Saint Bonaventure                          | Vittorio Crivelli                             | 1481-1502 | SK-A-3390       |
|       | Saint Bonaventure pendant de Saint Louis de France                          | Vittorio Crivelli                             | 1481-1502 | SK-A-3391       |
|       | Judith avec la tête d'Holopherne                                            | Sandro Botticelli                             | 1497-1500 | SK-A-3381       |
|       | La Sainte Famille                                                           | Lorenzo Costa                                 | 1490-1510 | SK-A-3034       |
|       | Adoration de l'Enfant Jésus                                                 | Cosimo Rosselli                               | 1490-1500 | SK-A-3419       |

## Cinquecento(XVIesiècle italien)
Référence :
- Italian paintings from the sixteenth century in Dutch public collections, d'Anton W.A. Boschloo et Gert Jan J. van der Sman, 1993.

| Image | Article                                                             | Attribution                | Date      | N° d'inventaire |
| ----- | ------------------------------------------------------------------- | -------------------------- | --------- | --------------- |
|       | Saint Georges et le Dragon                                          | Luca Signorelli            | 1495-1505 | SK-A-3430       |
|       | La Sainte Famille                                                   | Lorenzo Costa              | 1490-1510 | SK-A-3034       |
|       | Saint Jérôme                                                        | Bernardino da Asola        | 1500-1520 | SK-A-3995       |
|       | Femme debout au bord de l'eau (Ariane à Naxos)                      | Girolamo dai Libri         | 1510-1530 | SK-A-3967       |
|       | Vierge à l'Enfant allaitant                                         | Cima da Conegliano         | 1512-1517 | SK-A-1219       |
|       | Vierge au chapelet                                                  | Ambrogio Borgognone        | 1500-1523 | SK-A-3031       |
|       | Vierge à l'Enfant                                                   | Defendente Ferrari         | 1526      | SK-A-3395       |
|       | Sainte Anne trinitaire                                              | Defendente Ferrari         | 1528      | SK-A-3394       |
|       | Vierge à l'Enfant                                                   | Gaudenzio Ferrari          | 1525-1535 | SK-A-3032       |
|       | Portrait de femme                                                   | École florentine           | 1524-1549 | SK-A-3411       |
|       | Muse jouant du luth                                                 | Le Tintoret                | 1528-1594 | SK-A-4010       |
|       | Sainte Famille                                                      | Benvenuto Tisi             | 1535      | SK-C-309        |
|       | Vierge à l'Enfant                                                   | Benvenuto Tisi             | 1535      | SK-C-3400       |
|       | Adoration des mages                                                 | Benvenuto Tisi             | 1535      | SK-A-114        |
|       | Le Jeune Mercure volant le troupeau d'Apollon                       | Girolamo da Santa Croce    | 1530      | SK-A-3966       |
|       | Christ avec la femme adultère                                       | Le Tintoret                | 1550      | SK-A-3395       |
|       | Portrait d'homme                                                    | Le Tintoret                | 1550-1575 | SK-A-3440       |
|       | Portrait d'homme en manteau rouge                                   | Le Tintoret                | 1555-1580 | SK-A-2964       |
|       | Portrait de Daniele Barbaro                                         | Paul Veronese              | 1556-1557 | SK-A-4011       |
|       | Portrait d'Ottavio Strada                                           | Le Tintoret                | 1550-1580 | SK-A-3439       |
|       | Portrait de jeune femme                                             | Giovanni Battista Moroni   | 1560-1578 | SK-A-3036       |
|       | Portrait d'homme                                                    | Giovanni Battista Moroni   | 1565      | SK-A-3410       |
|       | Portrait d'un vieil homme, Vercellino Olivazzi, sénateur de Bergame | Giovanni Battista Moroni   | 1560-1570 | SK-C-1365       |
|       | Portrait d'un noble en armure                                       | Giovanni Battista Moroni   | 1560-1570 | SK-A-3035       |
|       | Le Départ d'Abraham pour la terre de Canaan                         | Francesco Bassano le Jeune | 1560-1592 | SK-A-3377       |
|       | Portrait de femme avec un écureuil                                  | Francesco Montemezzano     | 1565-1575 | SK-A-3990       |
|       | Vision de saint François d'Assise                                   | Lodovico Carracci          | 1583-1585 | SK-A-3992       |
|       | Adoration des mages                                                 | Paolo Farinati             | 1585-1590 | SK-C-1352       |

## XVIIesiècle
Référence :
- Italian paintings from the seventeenth and eighteenth centuries in Dutch public collections, de Bernard Aikema, Ewoud Mijnlieff et Bert Treffers (trad. Mandy Sikkens, Florence : Centro Di, 1997).

| Image | Article | Attribution | Date | N° d'inventaire |
| ----- | ------- | ----------- | ---- | --------------- |
|       |         |             |      | SK              |

## XVIIIesiècle
Référence :
- Italian paintings from the seventeenth and eighteenth centuries in Dutch public collections, de Bernard Aikema, Ewoud Mijnlieff et Bert Treffers (trad. Mandy Sikkens, Florence : Centro Di, 1997).

| Image | Article                  | Attribution         | Date      | N° d'inventaire |
| ----- | ------------------------ | ------------------- | --------- | --------------- |
|       | Paysage avec saint Bruno | Alessandro Magnasco | 1700-1749 | SK-A-3407       |
|       | Résurrection de Lazare   | Alessandro Magnasco | 1715-1740 | SK-C-1361       |
|       | Le Casino                | Pietro Longhi       | 1720-1790 | SK-A-3405       |